# Max Ernst Unger
Max Unger (* 28. Mai 1883 in Taura; † 1. Dezember 1959 in Zürich) war ein deutscher Musiker und Musikwissenschaftler, der sich hauptsächlich als Beethoven-Forscher verdient gemacht hat.

## Leben
Max Unger war ein Sohn des Fabrikanten Julius Hermann Unger und der Anna-Marie Delling. Er studierte von 1904 bis 1906 am Leipziger Konservatorium und ab 1908 an der Universität Leipzig bei Heinrich Zöllner und Hugo Riemann. 1911 wurde er mit einer Arbeit über Muzio Clementi promoviert. Nach der Teilnahme am Ersten Weltkrieg war er 1919/20 Redakteur der Neuen Zeitschrift für Musik. Von 1932 bis 1939 lebte er in Zürich und erarbeitete einen Katalog der wertvollen Beethoven-Sammlung des dortigen Industriellen Hans Conrad Bodmer, die dieser später dem Beethoven-Haus in Bonn vermachte. 1939 übersiedelte Unger nach Volterra bei Pisa. Während Unger noch 1935 von der Nationalsozialistischen Kulturgemeinde als „Musikbolschewist“ denunziert wurde, kollaborierte er jetzt mit den Nationalsozialisten und arbeitete ab 1942 oder 1943 beim italienischen Einsatzstab Reichsleiter Rosenberg und im Amt Musik des Beauftragten des Führers für die Überwachung der gesamten geistigen und weltanschaulichen Schulung und Erziehung der NSDAP mit. In dieser Funktion war er mit der Katalogisierung der aus jüdischem Besitz in Paris geraubten Musikliteratur befasst, darunter auch die Musikbibliothek der ins Exil geflüchteten Cembalistin Wanda Landowska.
Er schrieb für die NS-Zeitschrift Musik im Kriege.
1957 kehrte Unger aus Italien nach Zürich zurück.
Max Unger war einer der bedeutendsten Beethoven-Forscher der 1. Hälfte des 20. Jahrhunderts. Seinen schriftlichen Nachlass und seine Bibliothek erwarb 1961 das Beethoven-Haus.

## Schriften
- Auf Spuren von Beethovens „Unsterblicher Geliebten“. Langensalza 1910.
- Muzio Clementi und Berlin. In: Die Musik, Jg. 10, Bd. 37 (1910/11), H. 5, S. 259–272 (Web-Ressource).
- Muzio Clementis Leben. Langensalza 1913.
- Beiträge zur Lebensbeschreibung Johann Ladislaus Dusseks. In: Neue Musik-Zeitung. Jg. 35 (1914), S. 170–174.
- Beethoven über eine Gesamtausgabe seiner Werke, Bonn 1920.
- Ludwig van Beethoven und seine Verleger S. A. Steiner und Tobias Haslinger in Wien, Ad. Mart. Schlesinger in Berlin. Berlin/Wien 1921.
- Beethovens Handschrift. Bonn 1926.
- Eine Schweizer Beethoven-Sammlung. Katalog. Zürich 1939 (Katalog der Sammlung H. C. Bodmer).
- Ein Faustopernplan Beethovens und Goethes. Regensburg 1952.